# Club Polideportivo Cacereño
Maillots
Le Club Polideportivo Cacereño est un club de football espagnol basé à Cáceres dans l'Estrémadure.

## Historique
Le club évolue une seule fois en Segunda División, lors de la saison 1952-1953. À cette occasion, le club se classe 16e et bon dernier du groupe 2, avec un total de 7 victoires, 5 nuls et 18 défaites.
Il évolue à 11 reprises en Segunda División B (troisième division) : tout d'abord lors de la saison 1978-1979, puis lors de la saison 1987-1988, ensuite de 1992 à 1995, ensuite de 1996 à 2000, ensuite de 2002 à 2004, et enfin de 2009 à 2016.
| \| Cáceres \| Emplacement de Cáceres, en Espagne. |
| Cáceres                                           |

## Palmarès
- Champion de Tercera División : 1944, 1951, 1952, 1961, 1968, 1978, 1982, 1987, 1996, 2002, 2017

## Saisons
| Primera División   | 0  |
| Segunda División   | 1  |
| Segunda División B | 18 |
| Tercera División   | 53 |